# 萊以耶 (夏威夷州)
萊以耶（英語：Laie）是位於美國夏威夷州檀香山縣的一個人口普查指定地區。

## 地理
萊以耶的座標為21°38′55″N 157°55′32″W / 21.64861°N 157.92556°W，而該地最高點為海拔高度3米（即9英尺）。

## 人口
根據2010年美國人口普查的數據，萊以耶的面積為5.50平方千米，當中陸地面積為3.30平方千米，而水域面積為2.20平方千米。當地共有人口6138人，而人口密度為每平方千米1,116人。